# Waterpompen in Utrecht (stad)

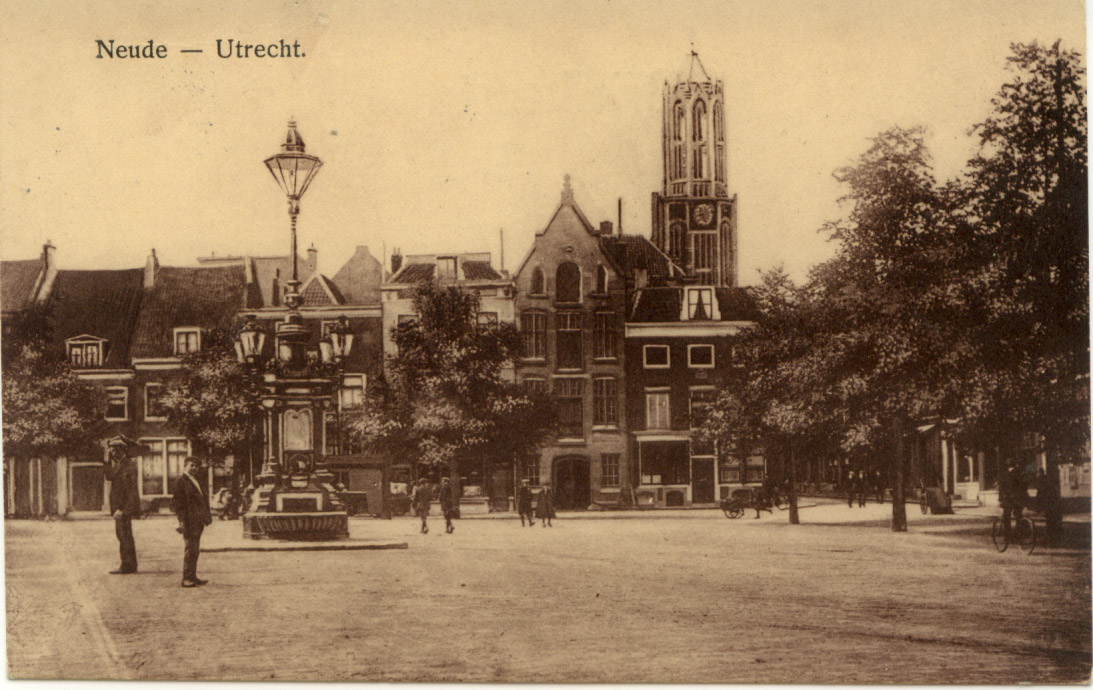
Oude ansichtkaart met de openbare pomp op de Neude. De pomp was onder meer voorzien van meerdere lantaarns.

De Nederlandse gemeente Utrecht telde in het verleden duizenden waterpompen. Een klein aantal is daarvan bewaard gebleven. Een handjevol waterpompen is vandaag de dag beschermd als monument of onderdeel daarin, een enkeling staat uitsluitend op een prominente plaats te staan.

## Drinkwater in Utrecht
In de voorgeschiedenis van de moderne drinkwatervoorziening fungeerden in Utrecht veelal de waterpompen, waterputten, het direct opgevangen regenwater en de waterwegen als bron voor (drink)water. Een oude vermelding rond een pomp in Utrecht dateert uit 1522. Omdat de watergangen en waterputten vervuild raakten werden onder meer na 1600 een aantal openbare waterputten met metselwerk dichtgezet waarbij er een houten pomp op werd aangebracht. Bij sommige huizen werd regenwater opgevangen in een waterkelder, waar het weer uitgepompt werd voor het huishouden. In de 18e eeuw werden openbare pompen aangebracht die dankzij nieuwe boortechnieken water van 50 tot 70 meter diepte ophaalden. Deze pompen waren vaak imposant uitgevoerd in hardsteen met bronzen ornamentale tuit, ijzeren zwengel en bovenop een verlichtingselement. De St. Maria Pomp is een overgebleven exemplaar uit 1844 die op de Mariaplaats staat. In de 17e eeuw was er op deze locatie al een pomp en het water uit de St. Maria Pomp werd onder meer tot ver buiten Utrecht verhandeld. Utrecht had in 1871 een eigen boormeester in dienst die op het Vredenburg de bestaande pomp poogde uit te diepen maar de poging werd uiteindelijk op ruim 360 meter diepte gestaakt wegens het ontbreken van bruikbaar water. Rond dat jaar telde de stad op een bevolking van 60.000 inwoners zo'n 6000 waterpompen, waaronder 60 openbare. Menigmaal ontbrak het die eeuw aan goed bereikbare en/of schone openbare pompen.

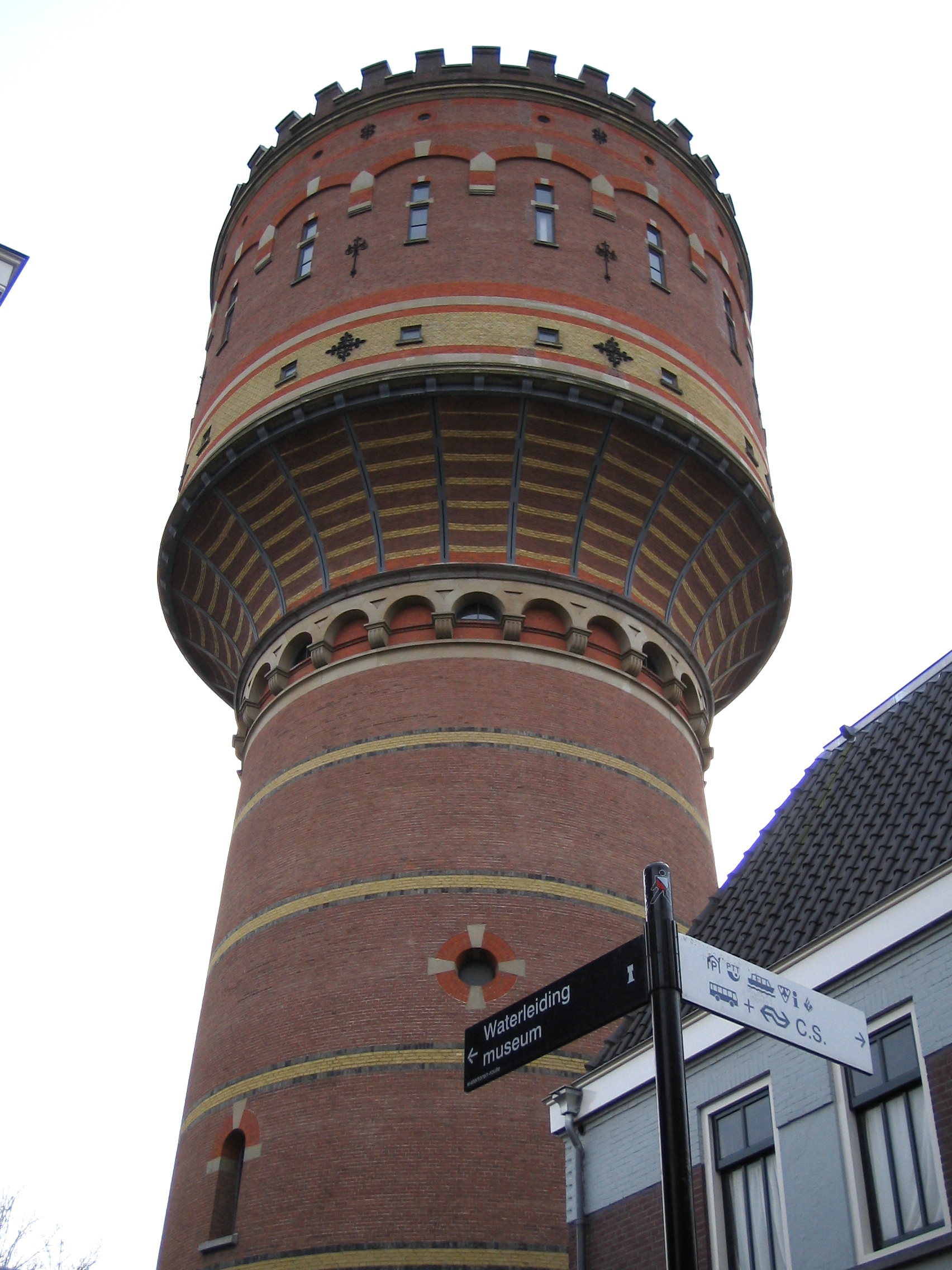
Watertoren aan de Lauwerhof.

In de 19e eeuw braken in Utrecht meerdere cholera-epidemieën uit, die soms grote aantallen slachtoffers eisten. Met de Engelse arts John Snow ontstond medio 19e eeuw het inzicht in een belangrijke oorzaak van de verspreiding van deze infectieziekte, en kwam de sanitaire revolutie op gang. De drinkwaterproblematiek in Utrecht leidde in 1855 tot de instelling van een Gezondheidscommissie binnen deze stad, tevens de eerste in Nederland. De in de stad woonachtige schrijver Nicolaas Beets dichtte in 1873 over het drinkwater onder meer:
| Voert water aan, voert water aan, Uit zilvren waterwellen! Geen drab, waar ziekte en dood uit gist, Maar zuivre bron, die ’t bloed verfrischt'. |

Het zou nog tot 1883 duren voor er in Utrecht een drinkwatervoorziening via een waterleidingnet in gebruik werd gesteld. De aanleg, financiering en exploitatie geschiedde door de Compagnie des Eaux d'Utrecht/ Utrechtsche Waterleiding Maatschappij (UWM). Het drinkwater werd vanuit Soestduinen door een leidingstelsel naar Utrecht getransporteerd over een afstand van ongeveer 15 kilometer. Het verval van zo'n 50 meter was in de beginjaren samen met een stoomaangedreven pompstation genoeg om voldoende waterdruk op de waterleiding te houden. Het aantal afnemers steeg echter snel. Om de druk in het waterleidingnet constant te houden, werd uiteindelijk besloten in de binnenstad van Utrecht een watertoren te bouwen. De eerste watertoren verrees tussen 1895 en 1896 aan de Lauwerhof waarna er nog een aantal volgden. Openbare waterpompen werden met de komst van de moderne drinkwatervoorziening ook aangesloten op de waterleiding.
Gaandeweg de 20e eeuw zijn vrijwel alle waterpompen verdwenen. Een van de meest imposante verdwenen waterpompen stond tot 1932 op de Neude en was in 1886 aan de stad geschonken door de Utrechtse Lood- en Zinkpletterij Hamburger.

## Huidige locaties
Vandaag de dag bevinden zich op enkele locaties in de gemeente Utrecht (nog) waterpompen. (Vrijwel) alle zijn buiten werking.

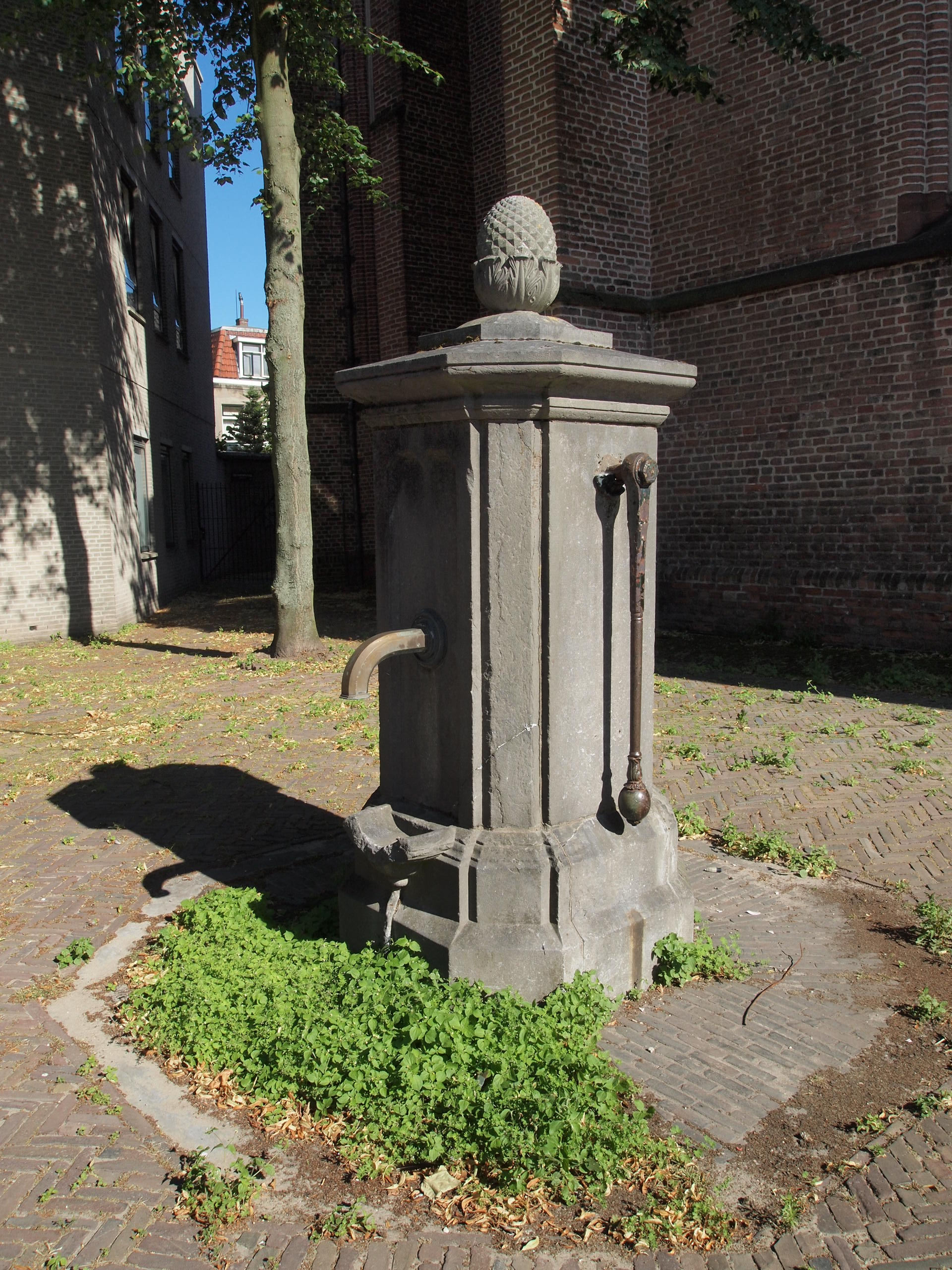
Pomp bij de Jacobikerk die is samengesteld uit twee pompen van de Stevensfundatie (rijksmonument).
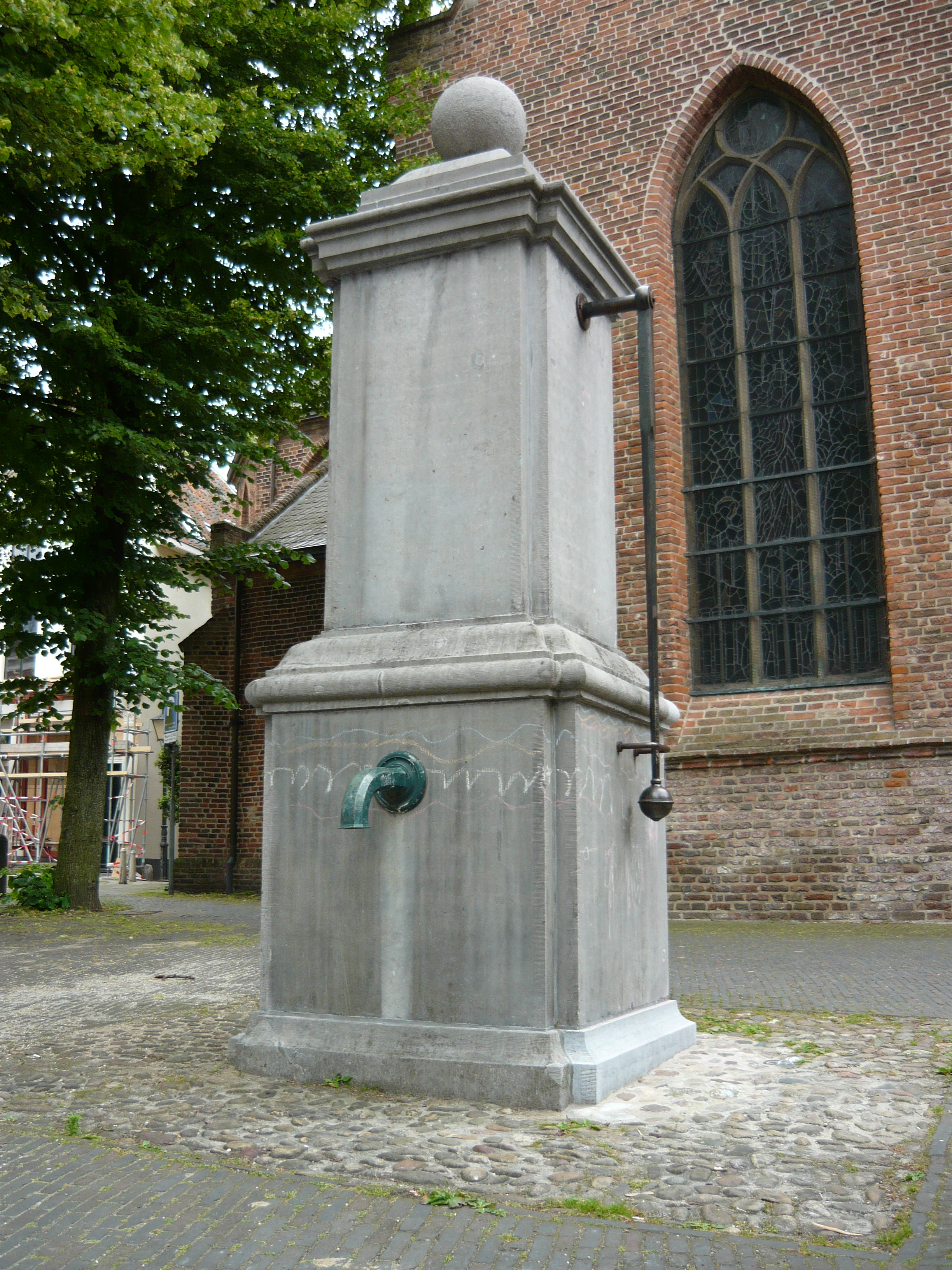
Laat-18e-eeuwse pomp naast de Geertekerk (rijksmonument).
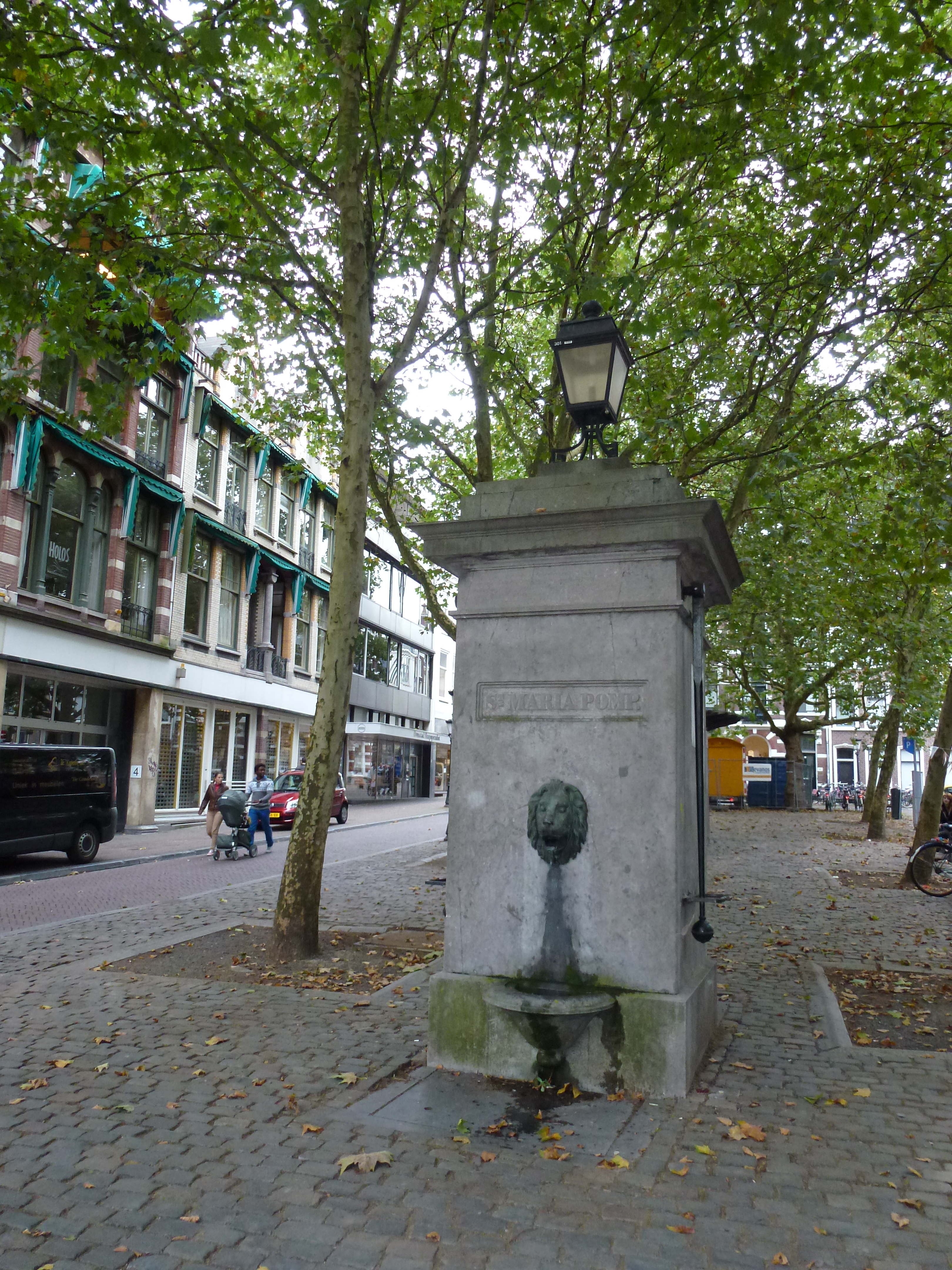
De uit 1844 daterende St. Maria Pomp op de Mariaplaats (rijksmonument).
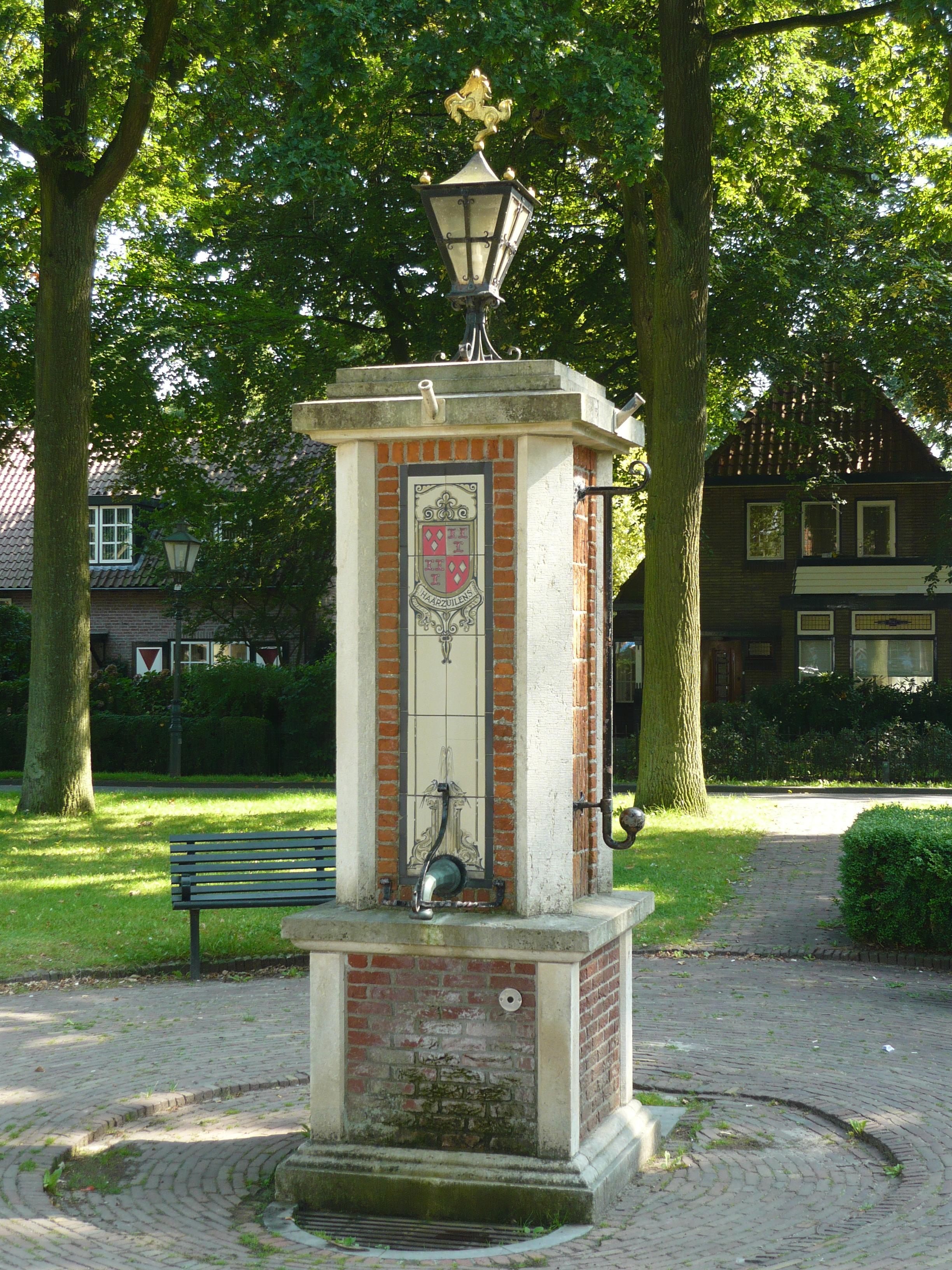
Pomp geplaatst in 1951 op de Brink in Haarzuilens ter vervanging van een oudere pomp (gemeentelijk monument).
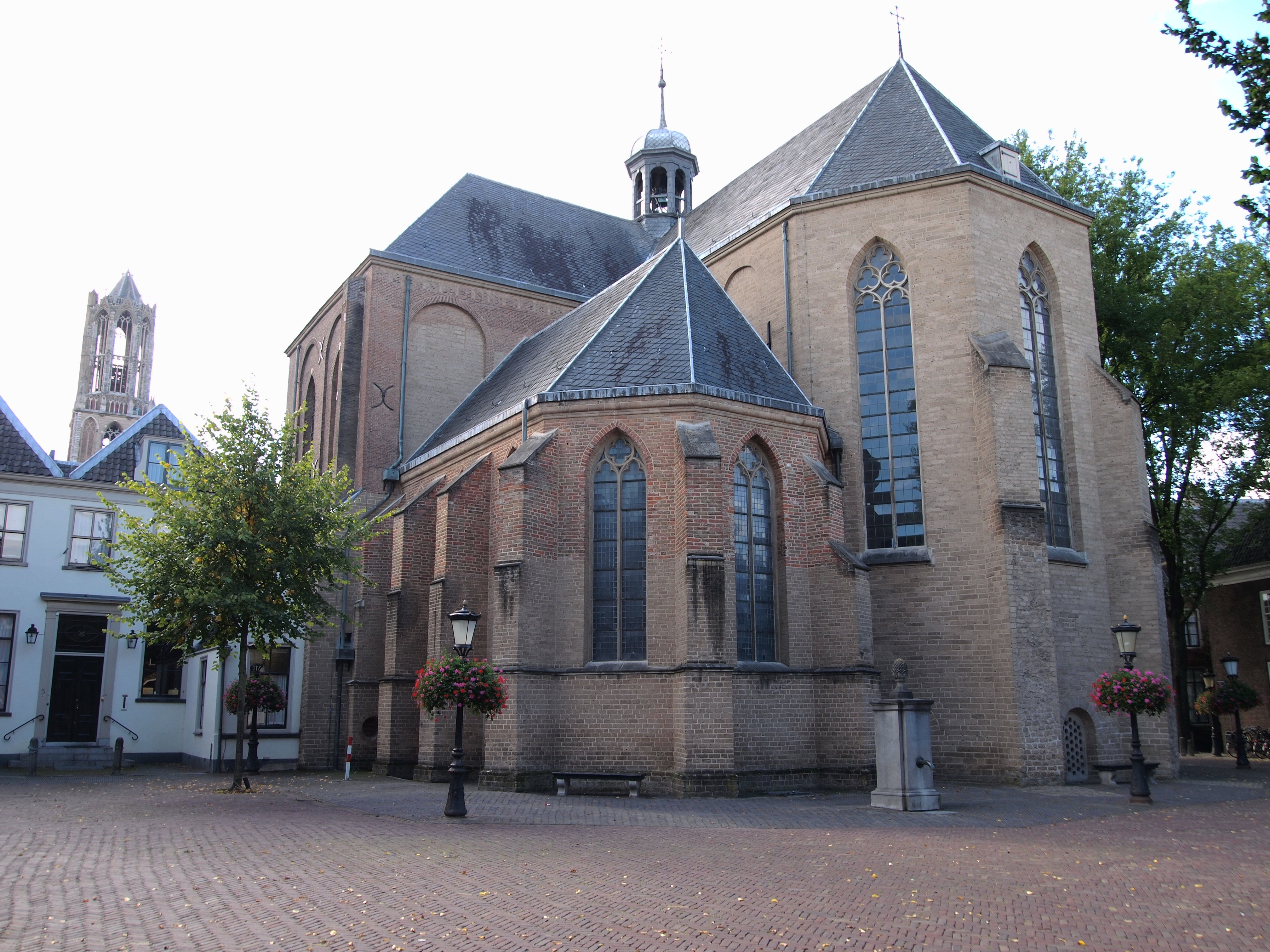
Pomp naast de Pieterskerk
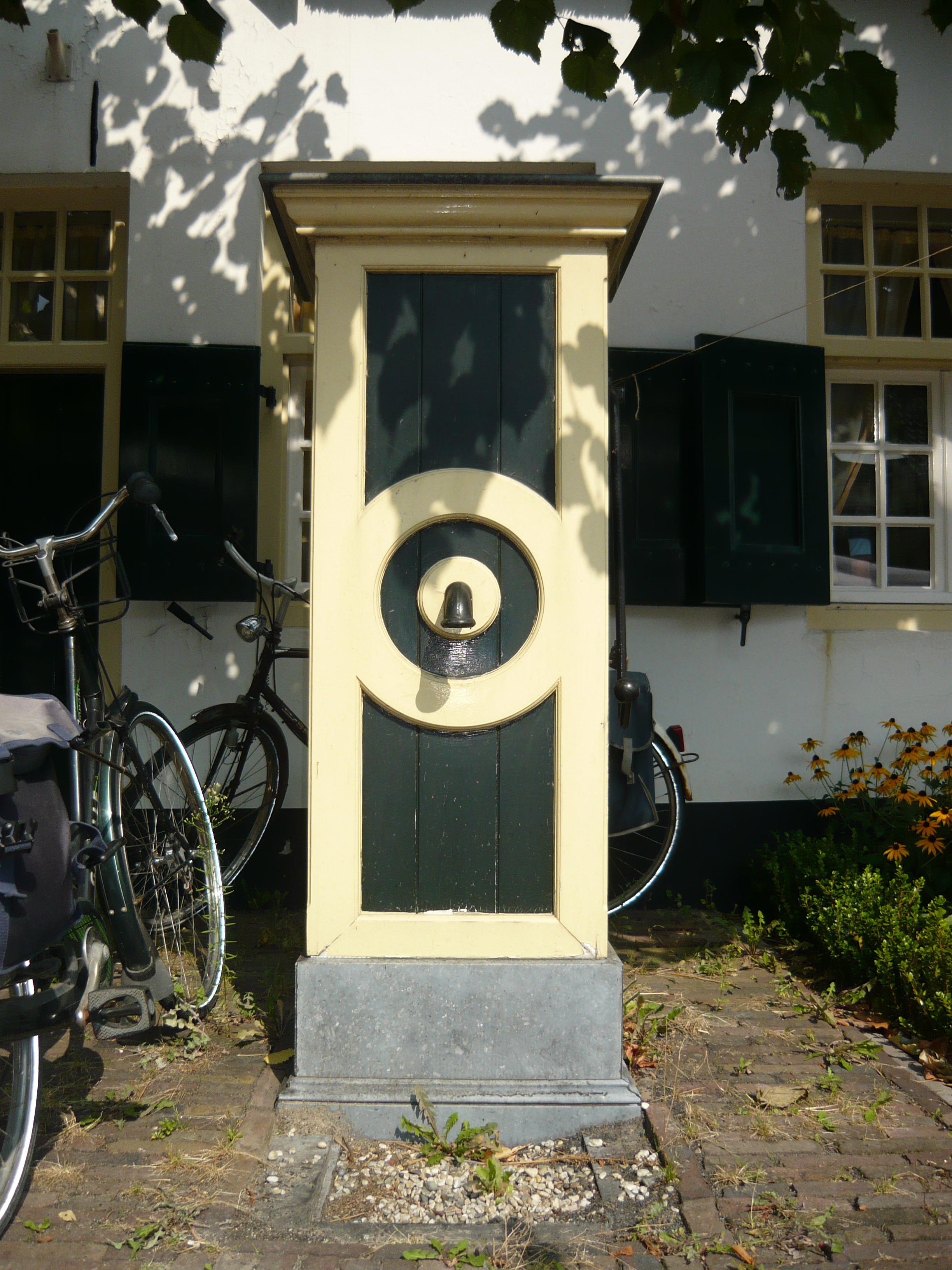
Waterpomp uit 2007 in Vleuten

Het rijksmonumentale molenaarshuis naast houtzaagmolen De Ster heeft in het interieur nog een waterpomp. In het hofje aan de Wolter Heukelslaan bevinden zich meerdere pompen. Op de binnenplaats bij het huis aan de Drift 25 staat een pomp uit de eerste helft van de 19e eeuw. In de Breedstraat, naast de Pieterskerk en de Buurkerk bevinden zich pompen die qua cultureel erfgoed niet erkend zijn.

## Varia
Nicolaas van der Monde beschreef rond 1845 Utrechtse waterpompen in zijn driedelige werk Geschied- en oudheidkundige beschrijving van de pleinen, straten, stegen, waterleidingen, wedden, putten en pompen der stad Utrecht.